# Cirkulære
En cirkulære (også kaldet tjenestebefaling eller instruks) er en administrativ forskrift udstedt af en forvaltningsmyndighed, oftest et ministeriums departement. Cirkulærer indeholder typisk bestemmelser, der er rettet til hierarkisk lavere placerede institutioner. Sådanne cirkulærer udstedes med hjemmel i det bestående over-underordnelsesforhold, der giver adgang til at give tjenstlige ordrer. Cirkulærer kan i modsætning til bekendtgørelser ikke forpligte borgere direkte. Omvendt kan borgere i visse tilfælde i sager, hvor det er til borgernes fordel, støtte ret på et cirkulære og dermed gøre krav på en behandling som beskrevet i det pågældende cirkulære med under hensynstagen til grundsætningen om lighed i forvaltningens virke.
Cirkulærer offentliggøres på Retsinformation.dk og tidligere også i Ministerialtidende (ophørt 1. januar 2013, jf. § 2  i lov nr. 1245 af 18. december 2012).